# Torsten N. Wiesel
Torsten Nils Wiesel (rođen 3. lipnja, 1924. u gradu Uppsala, Švedska) je švedski neuroznanstvenik koji je 1981.g.  dobio Nobelovu nagradu za fiziologiju ili medicinu zajedno s David H. Hubel za njihova otkrića u vezi obrade podataka u vidnom sustavu; druga polovica Nobelove nagrade te godine je dodijeljena Roger W. Sperryu za njegov rad na istraživanju moždanih polutki.

## Vanjske poveznice
- Nobelova nagrada - autobiografija (engl.)